# 十部
十部（じゅうぶ）は、漢字を部首により分類したグループの一つ。
康熙字典214部首では24番目に置かれる（2画の18番目）。

## 概要
十部には「十」を筆画の一部として持つ漢字を分類している。
「十」の字は針の象形文字で、仮借で数字の10、十分な状態、を表す。

## 部首の通称
- 日本：じゅう
- 中国：十字旁
- 韓国：열십부（yeol sip bu、とおの十部）
- 英米：Radical Ten

## 部首字
- 中古漢語
  - 広韻 - 是執切
  - 詩韻 - 緝韻、入声
  - 三十六字母 - 禅母
- 現代漢語
  - 普通話 - ピンイン：shí 注音：ㄕˊ ウェード式：shih2
  - 広東語 - Jyutping:sap6
- 日本語 - 音：シュウ（シフ）（漢音）・ジュウ（ジフ）（呉音） / 訓：とお
- 朝鮮語 - 音：십(sip) / 訓：열（yeol、とお）

甲骨文
金文
大篆
小篆

## 例字
- 十・卄・卅・千・𠥼・協・博（博）
- 午・升・半・卒・南
- 卍・卐・单・𠦤・㔼・𠦴・𠧈・𠧉・卛

### 最大画数
𠧑